# Tetrigona vidua
Tetrigona vidua är en biart som först beskrevs av Amédée Louis Michel Lepeletier 1836.  Tetrigona vidua ingår i släktet Tetrigona och familjen långtungebin. Inga underarter finns listade i Catalogue of Life.